# ホルスト＝ディーター・ヘットゲス
ホルスト＝ディーター・ヘットゲス（Horst-Dieter Höttges、1943年9月10日. - 2023年6月22日）は、ドイツのサッカー選手。ポジションはディフェンダー（センターバック）。

## 経歴
ヘットゲスは地元のサッカークラブ、ライターSVでサッカーを始める。17歳でボルシア・メンヒェングラットバッハのユースチームへ入団すると1963年にレギオナルリーガに所属するトップチームでデビューを果たし、ヘネス・バイスバイラー監督の下で出場機会を掴んだ。1964年にブンデスリーガのヴェルダー・ブレーメンへ移籍し、移籍初年度の1964-65シーズンにはリーグ優勝を経験した。彼は一対一の場面での強さから"Eisenfuß（鉄の足）の異名で呼ばれた。ブレーメンでは、これ以降はタイトル獲得は成らなかったが、リーグ戦420試合出場し55得点を記録した。1978年に現役引退後はブレーメン近郊のアマチュアクラブでプレーを続けた。
西ドイツ代表としては1965年3月13日に行われたイタリア代表との親善試合で代表デビュー。その後はレギュラーに定着し、1966年のFIFAワールドカップ・イングランド大会準優勝、1970年のFIFAワールドカップ・メキシコ大会3位入賞に貢献。1972年のUEFA欧州選手権1972では決勝のソビエト連邦戦でスタメンに名を連ね、同国の大会初優勝に貢献した。
1974年のFIFAワールドカップ・西ドイツ大会では1次リーグの東ドイツ戦を最後に出場機会を失い、この大会を最後に代表から退いた（代表として最後の試合もハンブルクであった）。ヘットゲスは西ドイツ代表として国際Aマッチ66試合出場1得点を記録した。